# Ali Aref Bourhan
Ali Aref Bourhan (ur. 1934 w Tadżury, Somali Francuskie) – polityk dżibutański, premier w latach 1960–1966 i 1967–1976.